# В'язові
В'язові (Ulmaceae) — невелика родина, що належить до порядку розоцвітих (Rosales) у складі квіткових рослин (Magnoliopsida). Приблизно сім родів і близько 35 видів поширені в основному в північній півкулі. Деякі види вирощують як декоративні рослини, інші використовуються як джерело деревини.

## Опис та екологія

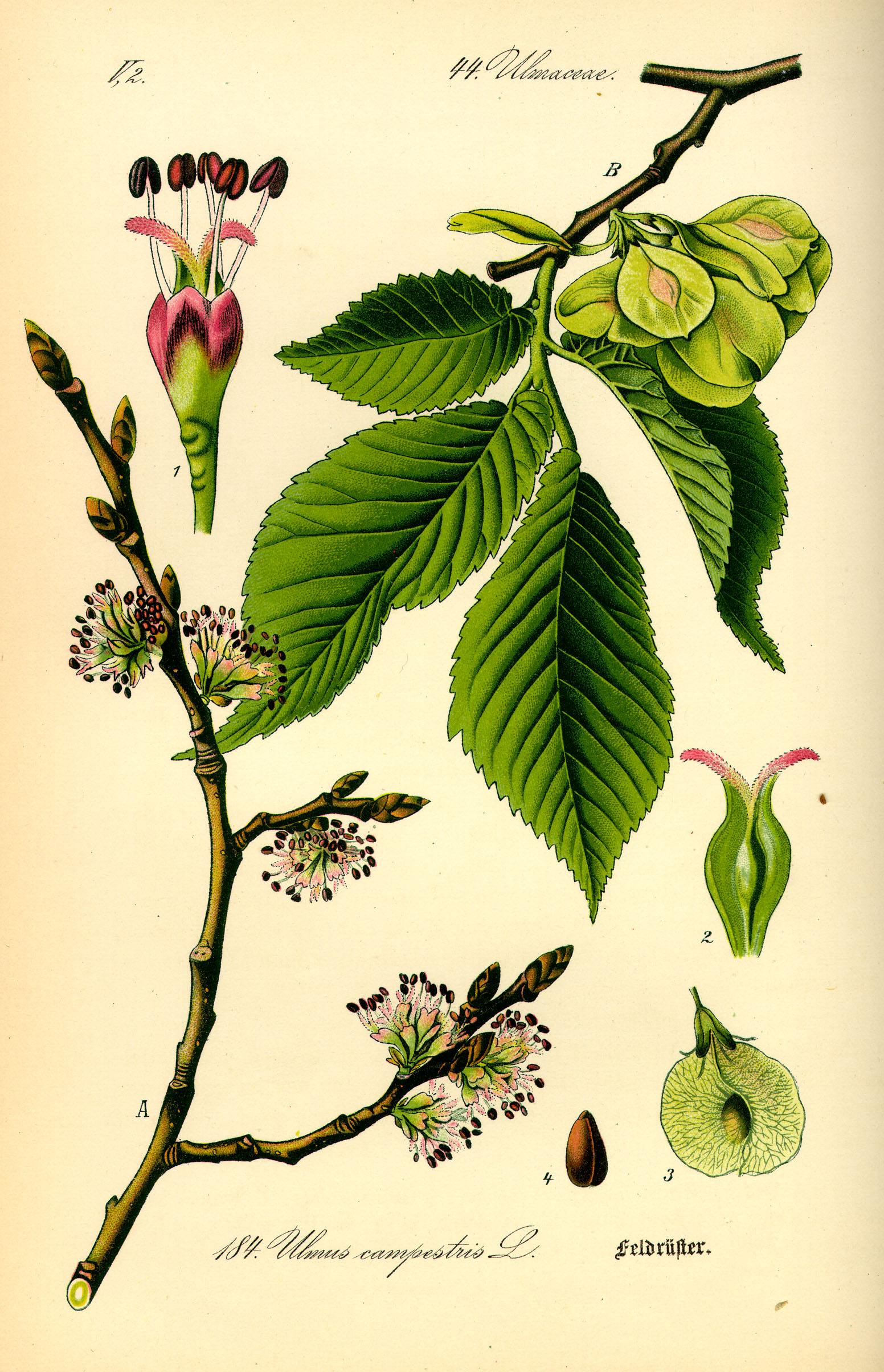
Ілюстрація з описом береста (Ulmus minor)

### Зовнішній вигляд і листки
Рідко вічнозелені, а переважно листопадні, в більшості дерева, рідше кущі. Черешкові листки, розташовані на гілках почергово і переважно в два ряди, мають асиметричну біля основи листкову пластинку з сильно зазубреним краєм. Листки з прилистками.

### Суцвіття, квіти і плоди
Квітки двостатеві, дрібні, в пучках, причому крайові частіше тичинкові і неплодючі, а серединні частіше плодючі. Плід однонасінний, стислий і сухий, рідше м'ясистий. Квіткові бруньки не містять листя (вони лише до розпускання прикриті опадаючими приквітками), розкриваються звичайно раніше їх і розташовані у кутах річних гілочок, на середині і кінцях яких розташовуються листові бруньки, пізніше розкриваються; це ознака всієї родини.
Квітки - окремі або зібрані в кілька суцвіть різної будови. Квітки гермафродитні або одностатеві. Мають (від двох до) п'яти (деякі дев'яти) вільних приквітків. Від  двох до п'ятнадцяти фертильних не зрослих між собою тичинок. Зазвичай два, рідше три плодолистки зрощені у верхню зав'язь. Запилюється вітром  (анемофілія).
Плоди - горіхи з крилатками, зав’язь яких складається з двох плодолистків, які відокремлюються, коли плід дозріває. Поширення насіння здійснюється вітром:

## Поширення
Види мають свої ареали переважно в помірних широтах північної півкулі.
У Центральній Європі ростуть в'яз шорсткий (Ulmus glabra), в'яз гладкий (Ulmus laevis), берест ( Ulmus minor ) і  підвид береста, який раніше вважався окремим видом Ulmus procera, останній переважно у Франції та Великій Британії.

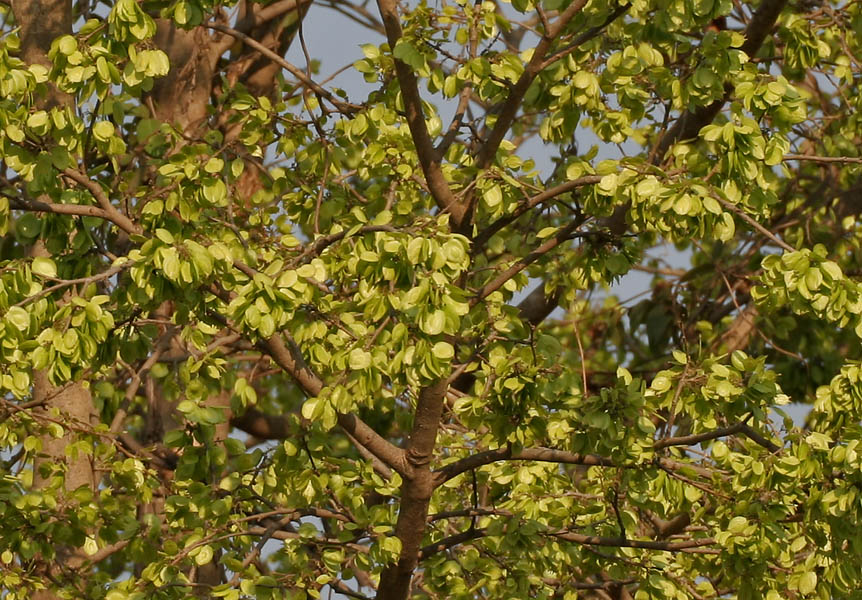
Гілка з крилатками Holoptelea lanceolata

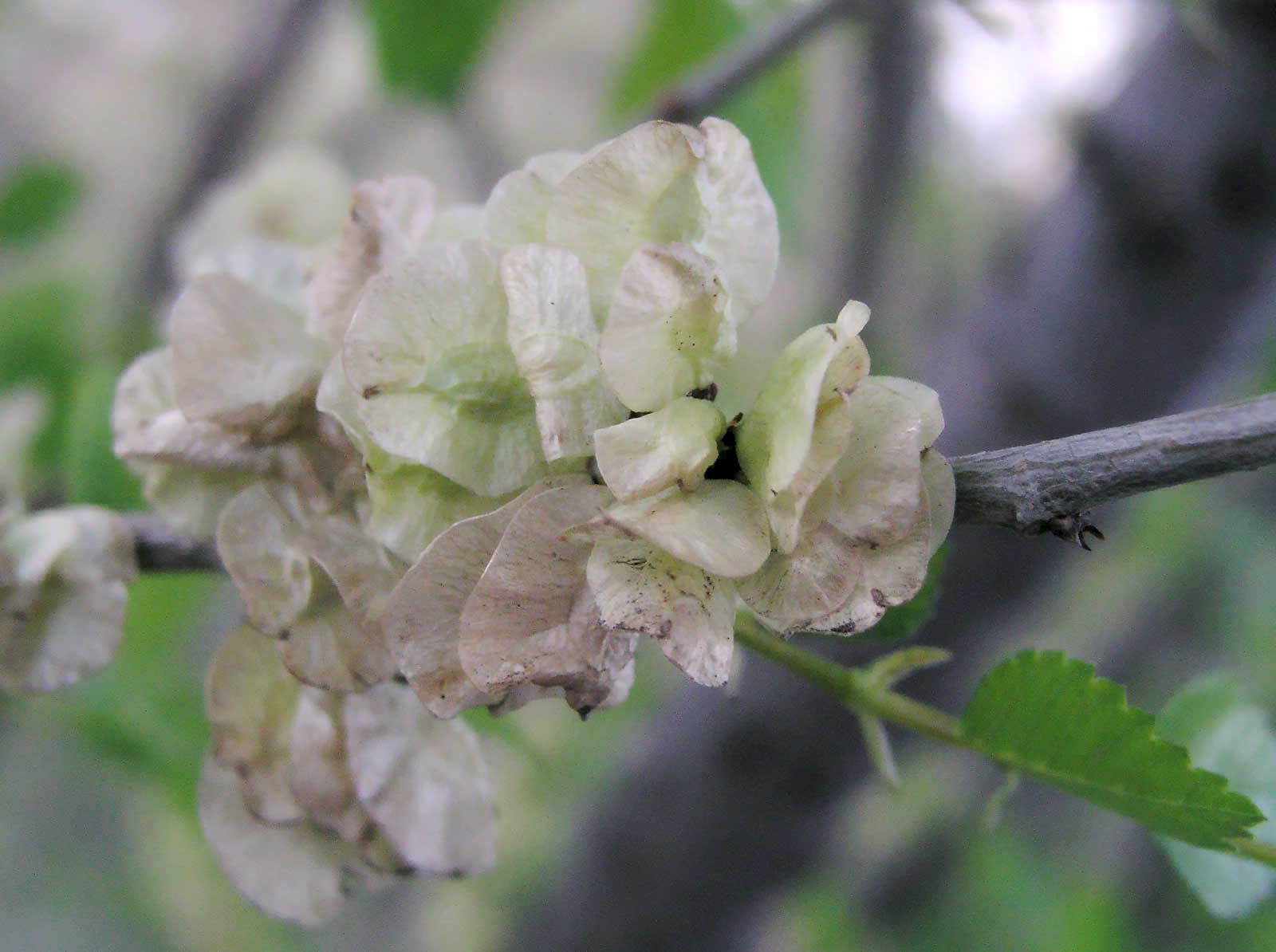
Крилатки в'яза низького (Ulmus pumila)

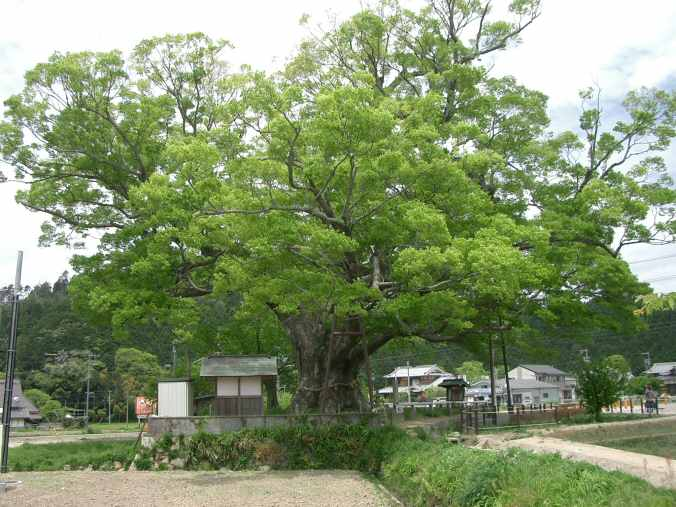
Дзельква японська (Zelkova serrata)

### Родина в'язових в Україні
Родина в'язових представлена у флорі України двома родами — в'яз (Ulmus L. — 4 види) і дзельква (Zelkova Spach. — 1 вид).

## Систематика
Назва родини в'язлві (Ulmaceae) була опублікована в 1815 році Шарлем-Франсуа Бріссо де Мірбелем у Elémens do Physiologie Végétale et de Botanique, 2, стор. 905. Типовий рід — в'яз (Ulmus)
Довгий час родина Ulmaceae складалася лише з двох підродин Celtidoideae та Ulmoideae у порядку Urticales. Молекулярно-генетичні дослідження показали, що шість або сім родин і 2600 видів колишнього порядку Urticales належать до порядку Rosales. Підродина Celtidoideae, що містить роди Aphananthe, Celtis, Gironniera, Pteroceltis і Trema, виявилася не дуже близькою до підродини Ulmoideae. Роди Celtidoideae, натомість, належать до Cannabaceae, а не до Ulmaceae.
Споріднені родини в межах порядку Rosales:

|  | Holoptelea |
|  |            |
|  | Ampelocera |
|  |            |

|  | Hemiptelea                                        |
|  |                                                   |
|  | \| \| Zelkova \| \| \| \| \| \| Ulmus \| \| \| \| |
|  |                                                   |
|  | Zelkova                                           |
|  |                                                   |
|  | Ulmus                                             |
|  |                                                   |

|  | Zelkova |
|  |         |
|  | Ulmus   |
|  |         |

|  | Holoptelea |
|  |            |
|  | Ampelocera |
|  |            |

|  | Hemiptelea                                        |
|  |                                                   |
|  | \| \| Zelkova \| \| \| \| \| \| Ulmus \| \| \| \| |
|  |                                                   |
|  | Zelkova                                           |
|  |                                                   |
|  | Ulmus                                             |
|  |                                                   |

|  | Zelkova |
|  |         |
|  | Ulmus   |
|  |         |

|  | Holoptelea |
|  |            |
|  | Ampelocera |
|  |            |

|  | Hemiptelea                                        |
|  |                                                   |
|  | \| \| Zelkova \| \| \| \| \| \| Ulmus \| \| \| \| |
|  |                                                   |
|  | Zelkova                                           |
|  |                                                   |
|  | Ulmus                                             |
|  |                                                   |

|  | Zelkova |
|  |         |
|  | Ulmus   |
|  |         |

|  | Holoptelea |
|  |            |
|  | Ampelocera |
|  |            |

|  | Hemiptelea                                        |
|  |                                                   |
|  | \| \| Zelkova \| \| \| \| \| \| Ulmus \| \| \| \| |
|  |                                                   |
|  | Zelkova                                           |
|  |                                                   |
|  | Ulmus                                             |
|  |                                                   |

|  | Zelkova |
|  |         |
|  | Ulmus   |
|  |         |

У родині Ulmaceae на даний час існує лише сім родів із приблизно 35 видами :
- Ampelocera Klotsch : принаймні три види поширені в неотропіках.
- Hemiptelea  Planch: містить лише один вид:
  - Hemiptelea davidii  ): Він походить з Китаю та Кореї.
- Holoptelaea Planch : Приблизно два види поширені в тропічній Африці.
- Phyllostylon Capan. ex Benth. & Hook. f.: В неотропіках поширені приблизно два види.
  - Phyllostylon rhamnoides (J.Poiss.) Taub.: Центральна Америка, південна Мексика, Карибський басейн, Венесуела, Колумбія, центральна та східна Бразилія до Болівії, Аргентини та Парагваю
- Planera J.F.Gmelin: Він містить лише один вид:
  - Planera aquatica J.F.Gmelin: родом із південно-східної частини Сполучених Штатів, він дає «фальшиве сандалове дерево».
- В'язи (Ulmus ): 20-30 видів в основному поширені в помірних зонах північної півкулі: від Євразії та Північної Америки до Мексики. Тільки в Китаї зустрічається 21 вид, з них 14 тільки там. Його плоди — крилатки, з насінням у центрі крила. Деревина використовується, перш за все, для виготовлення шпону.
- Дзельква ( Zelkova Spach): п'ять-сім видів є вихідцями з південної Європи та південно-західної та східної Азії.

## Вебпосилання
- Родина Ulmaceae згідно зі старим діапазоном DELTA.(англ.)
- Susan L. Sherman-Broyles, William T. Barker & Leila M. Schulz: The Old Scope Family Ulamaceae in the Flora of North America, Volume 3.(англ.)
- Liguo Fu, Yiqun Xin & Alan Whittemore: The Family Ulamaceae by Ancient Scope in the Flora of China, Volume 5.(англ.)

| Гібіскус | Це незавершена стаття про квіткові рослини. Ви можете допомогти проєкту, виправивши або дописавши її. |